# Čérové
Čérové (tamilsky சேரர்) byli příslušníci tamilské královské dynastie, která od starověku až někdy do 12. století ovládala část území na jihu Indického poloostrova v oblastech dnešního Tamilnádu a především Kéraly. Hlavní město království Čérů bylo Vaňči na Malabárském pobřeží. Spolu s Čóly a Pándjy tvořili tři tradiční, mezi sebou neustále soupeřící královské dynastie drávidského jihu.

## Historie

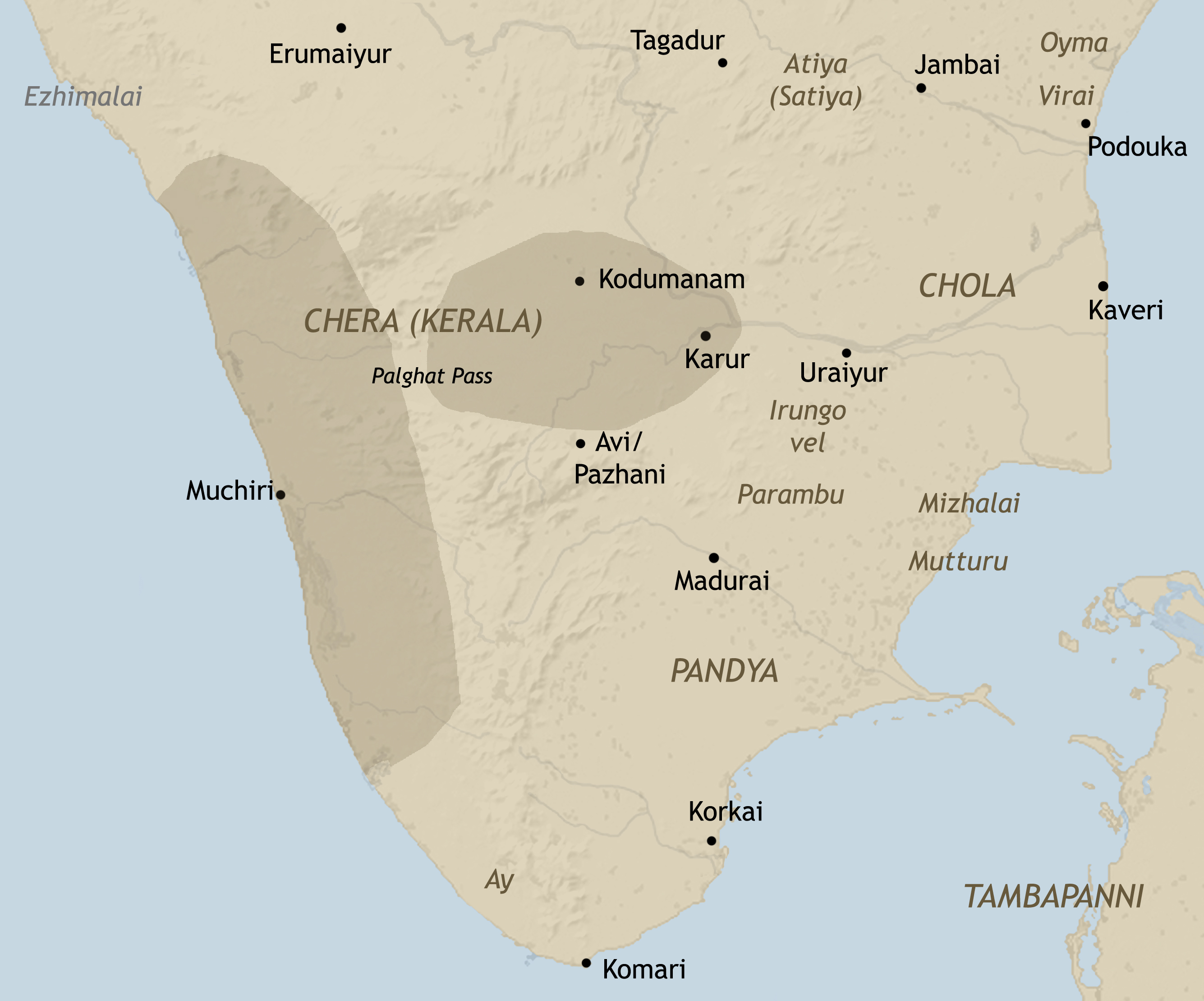
Jižní Indie v raném období

Nejstarší zmínka o Čérech pochází ze 4. století př. n. l. z pera staroindického gramatika Kátjájany. Ten ve svém díle uvádí tři hlavní tamilské dynastie indického jihu – Pándjy, Čóly a Čéry. Otázka, do jaké doby až sahá počátek těchto dynastií, však zůstává nevyřešena. Pro nejstarší dějiny Čórů (i další dvě zmíněné dynastie) zcela chybí byť jen základní věrohodné informace, takže není možné nějakým způsobem zařadit do širšího politického kontextu ojedinělé zmínky či legendy o nejstarších dějinách Čérů, které jsou dochovány v literární či orální tradici. Když za krále Ašóky (304 př. n. l.–232 př. n. l.) zažívala vrcholný rozmach maurjovské říše, rozprostírala se takřka na celém subkontinentu. Nikdy se však Maurjům nepodařilo dostat pod svou vládu tamilský jih, který tak zůstal nezávislý. Ve 2. skalním nápise krále Ašóky vystupuje království Čérů pod označením kmen Kérala v souvislosti se zajištěním lékařské péče krále Prijadaršinem (Ašókovo přízvisko ve většině jeho skalních ediktů):
| „                 | Všude v říši bohům milého krále Prijadaršina, jakož i v sousedních oblastech, kde (jsou) Čólové, Pándjové, Satijaputra a kmen Kérala, až po Tambapanni (Cejlon), král Řeků (jménem) Antiochos a rovněž jiní králové sousedící s Antiochem, všude zajistil bohů milý král Prijadaršin dva (druh) lékařské péče – ošetření pro lidi a zvířata | “ |
| — Ašókův 2. nápis | |   |

Tyto ojedinělé zmínky však nepřináší prakticky nic, co by mohlo objasnit kulturní či politickou situaci v tamilských královstvích. Jen o trochu určitější zmínka se objevuje v nápisu kalingského krále Khéravély z 2. poloviny 1. století př. n. l., kde se hovoří o tom, že Khéravéla dobyl tamilský jih. O poznání více informací o tamilských královstvích poskytují literární památky ze sangamového období. V tomto období, které trvalo zhruba mezi 2. stoletím př. n. l. – 3. stoletím n. l., vznikaly klasické literární památky tamilského písemnictví. Sangamová literatura se např. zmiňuje o tom, že království Čéru i Pándjů bylo na přelomu 2. a 3. století na čas dobyto čólským králem Karikálou. V tomto období zažil rozmach zámořský obchod; řecké obchodní lodě přistávaly na Malabárském pobřeží, kde přiváželi zlato s směňovali je např. za mořské plody.
O osudu království Čérů mezi 4. a 8. stoletím toho je známo jen velmi málo. Někdy od přelomu 3. a 4. století totiž jižní Indie neúspěšně čelila vpádu neznámého etnika, které vystupuje v pramenech pod označením Kalvarové či Kalavarové. Na dlouhou dobu tak nastává jakési „období temna“, ze kterého se o tamilských dynastiích nedochovaly prakticky žádné zprávy. Vláda Kalvaravů byla v 6. století nahrazena Pándjy a Pallavy. K jedněm z nejvýznamnějších panovníků této doby patřil pándjovský král Arikésari Párankuša Máravarman (asi 730–765). Podle vlastního tvrzení měl porazit krále Čérů, jehož jméno se však nedochovalo. V pozdější době se přátelské styky mezi čérskými a pallavskými králi staly běžné. Území Čérů se později staly součástí mnoha útvarů včetně dillíského sultanátu.